# Mark Phillips (Politiker)
Mark Anthony Phillips (* 5. Oktober 1961 in Georgetown) ist ein guyanischer Politiker und ehemaliger hochrangiger Militär. Er ist seit August 2020 Premierminister von Guyana.

## Laufbahn
Mark Phillips trat im Dezember 1980 als Offizierskadett der Guyana Defence Force bei und absolvierte eine Ausbildung an der renommierten Royal Military Academy Sandhurst. Danach in Brasilien ausgebildet, diente er als Special Forces Officer und war Fallschirmspringer. Er wurde mit Kommandos auf taktischer und operativer Ebene betraut. Nach 36 Jahren des Militärdienstes trat er im Oktober 2016 als Brigadier und Stabschef in den Ruhestand.
Phillips hat einen Bachelor of Social Sciences in Public Management von der Universität Guyana und einen Master of Science in Public Sector Management von der Päpstlichen Katholischen Universität „Mater et Magistra“. Er studierte auch am Inter-American Defense College in Washington, D.C. und am United States Army Command und General Staff College (CGSC) in Fort Leavenworth in Kansas. Alle diese Abschlüsse erreichte er nach dem Beginn seiner Laufbahn im Militär.
Mark Phillips wurde vor den Parlamentswahlen 2020 als Mitstreiter des Präsidentschaftskandidaten der People’s Progressive Party (PPP), Irfaan Ali, ausgewählt. Nach seiner Wahl trat er im August 2020 das Amt des Premierministers an.

## Belege
1. 1 2  Brigadier Mark Phillips. 15. Februar 2018, archiviert vom Original am 15. Februar 2018; abgerufen am 1. September 2020.  Info: Der Archivlink wurde automatisch eingesetzt und noch nicht geprüft. Bitte prüfe Original- und Archivlink gemäß Anleitung und entferne dann diesen Hinweis.
2. ↑  Dr. Ali sworn in President, Brigadier Mark Phillips appointed Prime Minister. In: Department of Public Information. 2. August 2020, abgerufen am 1. September 2020 (britisches Englisch).

| Personendaten    | Personendaten                                                  |
| ---------------- | -------------------------------------------------------------- |
| NAME             | Phillips, Mark                                                 |
| ALTERNATIVNAMEN  | Phillips, Mark Anthony (vollständiger Name)                    |
| KURZBESCHREIBUNG | guyanischer Offizier und Politiker, Premierminister von Guyana |
| GEBURTSDATUM     | 5. Oktober 1961                                                |
| GEBURTSORT       | Georgetown                                                     |